# 召喚夜響曲 鑄劍物語2
《召喚夜響曲 鑄劍物語2》是由Banpresto於2004年4月20日發售的Game Boy Advance動作角色扮演遊戲。美版則於2006年10月17日由Atlus發行。為《召喚夜響曲 鑄劍物語》的續編，但故事與前編沒有關聯，「召喚夜響曲系列」的外傳之一，種類為「武器創造戰鬥角色扮演」。

## 故事
在崖上的小村開始的故事。住在村子的主人公，15歲的鍛治師少年（少女）
幼年因為雙親的死亡，由父親的友人鍛治師親方照顧。村裡的遺跡中封印著可怕的召喚獸，主人公被限定，除了允許以外的人不許進入。
有日，友人與主人公挑戰，並指引到遺跡中。
然而，友人的計畫是讓被封印的召喚獸復活，把信任朋友的主人公作為別處，召喚獸被解開封印…主人公與鍛造搭檔「護衛獸」一起，尋找召喚獸封印的力量「魔刃(majin)」的冒險出發。同時也抱著，想確認友人的本意想法。

## 系統
系統方面相對前作做了大幅度的更變，後作「肇始之石」繼承了大部份的系統。但同時，前作有的通訊機能卻取消了。

### 武器創造
在ベルグ的家的地下工房裡（也就是主角的房間），可以製造武器。使用不同的材料以及武器的「マテル」就可以進行武器的「作成」，同時也可以「修理」武器。當主角的鍛造師等級提升之後更可以進行「解体」（拆卸）及「強化」

### 地圖動作系統
在地圖上使用各種武器和錘子可以打開通道，或破壞堵塞了通道的障礙物。相對前作中只能使用錘子，本作中的5種武器都可以因應不同情況在地圖運用。因為要持有該武器才可以使用（「マテル」的狀態不能使用），所以各種武器平常都要隨身攜帶。寶箱和木箱可以使用任何一種武器開啟和破壞。

## 人物

### 主角
身體內被埋藏了「召喚夜之石」的「魔刃使」一族的末裔。因出生時母親去世，父親也在主角小時候死去，而被ベルグ領養了。現在作為鍛造師還只是見習的水平而已。
遊戲開始時可選擇以エッジ或エア為主角，劇情對話有一點分別，但不會影響故事發展。名稱可變更。15歲。
- エッジ‧コルトハーツ (Edge Colthearts)

配音員：渡邊明乃
本作的男主角。思想正面、積極。過於為人設想的少年。
- エア‧コルトハーツ (Air Colthearts)

配音員：植田佳奈
本作的女主角。開朗親切的少女。有點粗心大意。

### 護衛獸
失去了主人的走失召喚獸，由於被狂暴的兔子攻擊而負傷了。主角擊退了狂暴的兔子並把他帶回村子。
「如果是走失召喚獸，是禁止進入村裡的。不過，是護衛獸的話就沒問題了。」
ベルグ師傅如此建議，於是就成為了主角的護衛獸了。
- イグゼルド (Y-Xe-LD)

配音員：吉水孝宏
來自機界 雷拉爾的機械士兵。因為屬於遠距離支援型，直接戰鬥是比較困難。
- レキ (Leki)

配音員：森田成一
來自鬼妖界 希爾坦的鬼之子。
- ディナ (Dina)

配音員：鹿野潤
靈界 薩普勒斯的召喚獸，是很少有的惡魔與天使的混合體。
- アーノ (Arno)

配音員：井上富美子
幻獸界 梅特爾巴的獸人。自稱為「風之子」。性別不明。

### クリーフ村的居民
- ベルグ (Berg)

配音員：吉水孝宏
鍛造師傅。領養了失去父母的主角作為撫養人培育。不只是鍛造，連武器使用的技術也是一流。平常以笑容配上和善的性格示人，不過有時也會顯出頑固的一面。特別是對鍛造師的事情非常嚴謹。武器是斧頭，護衛獸是テテ。
- オルカ (Orca)

配音員：森田成一
ベルグ的兒子，對主角來說就象是哥哥一樣。機警的好青年，不過有時也會有享受戲弄主角和妹妹tatan後的反應的壞的一面。鍛造的技術在主角之上，機器知識和技術也是村中第一。武器是鑽子，護衛獸是ライザー。
- タタン (Tatan)

ベルグ的女兒，オルカ的妹妹。處理家中的所有家務，不過因為飯菜的調味太過獨特，所以要委託給哥哥。但好像有時自己會做一些點心這樣。好奇心旺盛，常常想跟著主角到處去。
- リョウガ (Ryouga)

配音員：沼田祐介
是主角的好友，性格冷酷。打算解放ゴウラ的封印的少年。2年前，和他的姊姊リンリ受到村莊的保護，開始在村裡生活。平常是人的姿態，不過當變身成召喚獸的姿態時擁有相當強的力量。武器是爪子。
- リンリ (Rinri)

配音員：井上富美子
是リョウガ的姊姊，但是沒有血緣關係。2年前和リョウガ 開始在村裡生活。看上去是友善的成年女性，對於リョウガ的行動表示心痛……。本人「好像相當強」，到處找尋リョウガ的足跡。使用的武器是長槍。
- 村長

クリーフ村的村長。好像是以前封印了ゴウラ的召喚師的後裔，但似乎沒有人見過他使用召喚術。一說話就很長氣。
- ラクル (Racle)

住在村裡的少年。喜歡比自己年長的女性。
- クーミン (Kumin)

住在村裡的少女，經常和ラクル一起玩。

### 冒險遇到的人們
- ガブリオ

配音員：下和田裕貴
- ゼライド
- ニーニャ・ニーニャ
- ブルニード
- トウメイ
- ザーネ
- ビヨーン
- クウヤ

配音員：岸尾大輔
- コヒナ

配音員：浅野真澄

### リョウガ的合作者
- ゲドー・カムカロッサ (Gedho Camcarossa)

配音員：石川英郎
- 黒の剣士

配音員：下和田裕貴
- パスゥ (Passu)

配音員：鹿野潤

### 蒼之派閥
《召喚夜響曲2》主角和他們的伙伴們。
- マグナ・クレスメント (Magna)

配音員:岸尾大輔
- トリス・クレスメント (Toris)

配音員:浅野真澄
- ネスティ・バスク (Nesty)

配音員:緑川光
- アメル (Amer)

配音員:桑島法子
- レオル (LE-O-LD)
- ハサハ (Hasaha)
- バルレル (Bulrell)
- レシィ (Resi)

## 外部連結
- （日語）召喚夜響曲 官方網站 （页面存档备份，存于）
- （日語）Flight Plan 官方網站